# Гроздан Рандев
Гроздан Рандев, известен и като Башчауш, е български военен и революционер, войвода Македонския комитет и на Вътрешната македоно-одринска революционна организация.

## Биография
Рандев е роден в 1866 година в Карнобат. Завършва Школата за подофицери и служи като кавалерист в Българската армия. Участва в Четническата акция на ВМОК в 1895 година.
След 1903 година е четник на кумановския войвода на ВМОРО Коста Нунков и от края на 1904 година го замества като околийски войвода. Сражава се с появилите се след въстанието сръбски чети. През лятото на 1905 година Коста Нунков се връща като кумановски войвода, а Рандев влиза в четата на Александър Протогеров, действаща в Петричко. От 1907 година Рандев отново е войвода в Кумановско.
| Чета на Гроздан Рандев, 1907 година | Чета на Гроздан Рандев, 1907 година | Чета на Гроздан Рандев, 1907 година | Чета на Гроздан Рандев, 1907 година | Чета на Гроздан Рандев, 1907 година |
| Номер                               | Име                                 | Селище                              | Околия                              | Забележка                           |
| ----------------------------------- | ----------------------------------- | ----------------------------------- | ----------------------------------- | ----------------------------------- |
| 1.                                  | Гроздан Рандев                      | Карнобат                            |                                     |                                     |
| 2.                                  | Христо Георгиев                     | Щип                                 |                                     |                                     |
| 3.                                  | Димитър Пачев                       | Плевен                              |                                     |                                     |
| 4.                                  | Иван Христов                        | Лисиче                              | Велешка                             |                                     |
| 5.                                  | Марко Николов                       | Мрамор                              | Радомирска                          |                                     |
| 6.                                  | Георги Македонски                   | София                               |                                     |                                     |
| 7.                                  | Тодор Киров                         | Берковица                           |                                     |                                     |
| 8.                                  | Захари Иванов                       | Вукан                               | Трънска                             |                                     |
| 9.                                  | Петре Лесов                         | Пехчево                             | Малешевска                          |                                     |
| 10.                                 | Траян Костадинов                    | Дедино                              | Радовишка                           |                                     |
| 11.                                 | Георги К. Чесновски                 | Кюстендил                           |                                     |                                     |
| 12.                                 | Стоян Митов                         | Милотинци                           | Паланечка                           | [ 4 ]                               |

При избухването на Балканската война в 1912 година Рандев е доброволец в Македоно-одринското опълчение и служи в 4-та рота на 2-ра скопска дружина.